# Amparo Moreno
Amparo Moreno i Garrigós (l'Hospitalet de Llobregat, 1949) és una actriu i artista de varietats catalana.
Nascuda a l'Hospitalet de Llobregat, «a la ratlla que separa Barcelona i l'Hospitalet», el seu primer contacte amb el món de l'espectacle va ser anant de públic a l'antic Cinema Romero de la Torrassa o a les varietats al Cinema Joventut, on més tard actuaria en diverses ocasions. Ha estat vedet d'El Molino, ha intervingut en sèries de televisió i ha actuat en teatre i en 19 pel·lícules de cinema. En 2010 ha estat pregonera de les festes majors del barri de Sants. També va ser pregonera de les Festes de Primavera de l'Hospitalet
Formà parella còmica durant 8 anys amb l'actor Jordi Vila. Sempre ha estat compromesa amb la situació de la dona i ha denunciat la violència de gènere.

## Cinema
Ha actuat en 19 pel·lícules, entre les quals hi ha:
- La zorrita en bikini (1976)
- El periscopio (1979)
- Perros Callejeros II: Busca y captura (1979)
- Sal gorda (1984), de Fernando Trueba
- ¿Quién te quiere, Babel? (1987)
- Bueno y tierno como un ángel (1989)
- Puta misèria (1989), de Ventura Pons
- Què t'hi jugues, Mari Pili? (1991), de Ventura Pons, per la qual va rebre el Premi a la Millor Actriu Secundària de la Generalitat de Catalunya
- Esta noche o jamás (1992)
- Chechu y familia (1992)
- Rosita, please! (1993) de Ventura Pons
- Don Jaime, el Conquistador (1994)
- Cambio de rumbo (1998)
- La ciutat dels prodigis (1999), de Mario Camus i basada en la novel·la d'Eduardo Mendoza
- Morir (o no) (2000), de Ventura Pons
- La vida de David Gale (2003)
- Tapes (2005), de José Corbacho[1]
- ¿Y tú quién eres? (2007), d'Antonio Mercero
- Any de Gràcia (2011) de Ventura Pons
- ¡Oh, qué joya! (2016)
- Elisa y Marcela (2018), dirigida per Isabel Coixet.

## Televisió
Va començar al programa d'humor i varietats conduït per Rosa Maria Sardà Ahí te quiero ver (TVE, 1985-86). Va tenir un paper secundari però permanent a Farmacia de guardia (Antena 3, 1991-92), d'Antonio Mercero. També ha actuat a Aída (Tele 5, 2005), Aquí no hay quien viva (Antena 3, 2005) i a El cor de la ciutat (TV3, 2006), on feia d'una veïna de Sants. Ha tornat a la televisió amb Cites (TV3, 2016) i Cuerpo de élite (Antena 3, 2018).
Actualment, participa en la sèrie Després de tu (coproduïda per À Punt, TV3 i IB3, 2022).

## Teatre
- 2016: Recurso de Amparo[9]
- 2011: Visca els nuvis, en el paper de Maria, amb el Joan Pera.
- 2010: Tres dones i un llop
- 2007: Els hereus
- 2006: Peer Gynt, en el paper de Kari
- 2003: Patas arriba
- 2000: Monjitas, en el paper de mare superiora
- 1994: Shirley Valentine, monòleg dirigit per Rosa Maria Sardà. Premi a la millor actriu teatral de la Generalitat de Catalunya.
- 1983: Freaks

## Ràdio
- 2009 - LA PRIMERA PEDRA, amb Jordi Margarit, Rac 1[10]
- 2001/02 - EL BUSCA RAONS, amb Toni Marín, Cadena SER
- 2000 - LA GRAN JUGADA, Cadena SER
- 1998 - FEM DISSABTE, a la Cadena COPE